# Frederick Carder
Frederick Carder, né le 18 septembre 1863 à Brockmoor (en) dans les Midlands de l'Ouest et mort le 10 décembre 1963  à Corning dans l'État de New York, est un maître verrier.

## Biographie
Frederick Carder naît le 18 septembre 1863 à Brockmoor,,.
Il suit une formation d'assistant dans la fabrique de grès émaillé de son père, ainsi que des cours du soir à la Stourbridge School of Art et au Dudley Mechanics Institute à Dudley, où il est placé sous la tutelle de John Northwood (1836-1902),. En 1880, à la suite d'une recommandation de Northwood, Frederick Carder est engagé comme designer et dessinateur chez la firme de Stourbridge, Stevens & Williams (en). Au cours de cette période, il développe son verre Mat-su-no-ke (qui utilise l'application de verre clair ou dépoli en haut relief à l'extérieur du récipient). Il collabore également avec Northwood pour fabriquer du verre d'art coloré et du verre taillé et emboîté.
En 1903, après un voyage de recherche aux États-Unis pour Stevens & Williams, Carder fonde une usine, la Steuben Glass Works (en), à Corning dans l'État de New York,,.
Frederick Carder meurt le 10 décembre 1963 dans son hôtel particulier de Corning,.